# Бабушкин зонтик
«Бабушкин зонтик» — советский мультфильм Льва Мильчина о волшебном зонтике, который преобразил обыденный мир в сказку. Автор сценария — писатель Юрий Яковлев.

## Сюжет
Однажды начался сильный дождь. Впрочем, это не мешало жителям города с улыбкой проходить по своим делам. Но вскоре непогода закончилась, и одна невнимательная старушка присела на скамеечку передохнуть. Вот только её зонтик не думал униматься и попал из-за этого в руки непоседливого мальчика.
С этого момента для главного героя начинается череда необыкновенных приключений, и каждое из них становится крайне интересным. Благодаря волшебному зонтику мальчик перевоплощается в капитана корабля, в артиста цирка и даже взмывает в небо. Но вскоре небо снова затянули тучи, и мальчик вприпрыжку отправился к старушке, чтобы вернуть ей потерявшийся зонт.

## Создатели
- Автор сценария — Юрий Яковлев
- Режиссёр — Лев Мильчин
- Художник-постановщик — Тамара Полетика
- Оператор — Г. Навроцкий
- Композитор — Ян Френкель
- Звукооператор — Владимир Кутузов
- Редактор — Наталья Абрамова
- Монтажёр — Вера Гокке
- Мультипликаторы: Павел Петров, Мария Зубова, Иосиф Доукша, Юрий Норштейн, Майя Бузинова
- Куклы и декорации: Павел Гусев, Олег Масаинов, Владимир Аббакумов, Борис Караваев, Лилианна Лютинская, Вера Калашникова, Марина Чеснокова, Галина Геттингер, Александр Максимов, Валентин Ладыгин, Семён Этлис
- под руководством — Романа Гурова
- Директор картины — Натан Битман

## История создания
Отрывок из интервью:

- Сергей Капков: За каждую новую работу вы брались с энтузиазмом?
- Тамара Полетика: Скажу по секрету, перед каждым фильмом я трусила. Сомневалась, а вдруг не получится. А потом — ничего, разойдусь и поехала. И персонажи рождались как-то легко. Взять хотя бы «Бабушкин зонтик»: титры на фоне дождя. Идёт толпа людей. Я нарисовала несколько листов — идут женщины, мужчины, все по-разному одеты, с разными характерами. Я довольно наблюдательна, как и полагается художнику. Когда рисуешь, часто кого-то вспоминаешь. И наоборот — выдумываешь, а потом в толпе замечаешь: ой, надо же, моя героиня идёт!
- Сергей Капков: «Бабушкин зонтик» — единственный фильм, в титрах которого значатся режиссёр Лев Мильчин и художник Тамара Полетика. Почему вы больше не работали вдвоём?
- Тамара Полетика: Он трудился на Каляевской, в рисованном кино. Мы с ним хорошо поработали, ни разу не поссорились. Обычно со звонком все разбегаются, а мы — наоборот: посмотрим друг на друга и снимем ещё одну сцену. Я очень люблю этот фильм. Там не говорят ни одного слова, и всё понятно. И герои симпатичные.

— Сергей Капков. Интервью с Тамарой Полетикой

## Отзывы
В книге «Волшебники экрана» киновед Сергей Асенин, говоря о романтике в советской мультипликации, отмечал ясность и точность использованного в мультфильме изобразительного языка, а также выразительность кукол и мастерство их мультипликационного «вождения», помогающие соединить фантазию и реальность.